# Jacob Olie
Jacob Olie (geb. 17. Oktober 1834 in Amsterdam; gest. 25. April 1905 ebenda) war ein niederländischer Zimmermann, Architekt, Lehrer für technisches Zeichnen und Amateur-Fotograf. Bekannt geworden ist er für seine Fotografien von Amsterdam aus der zweiten Hälfte des 19. Jahrhunderts.

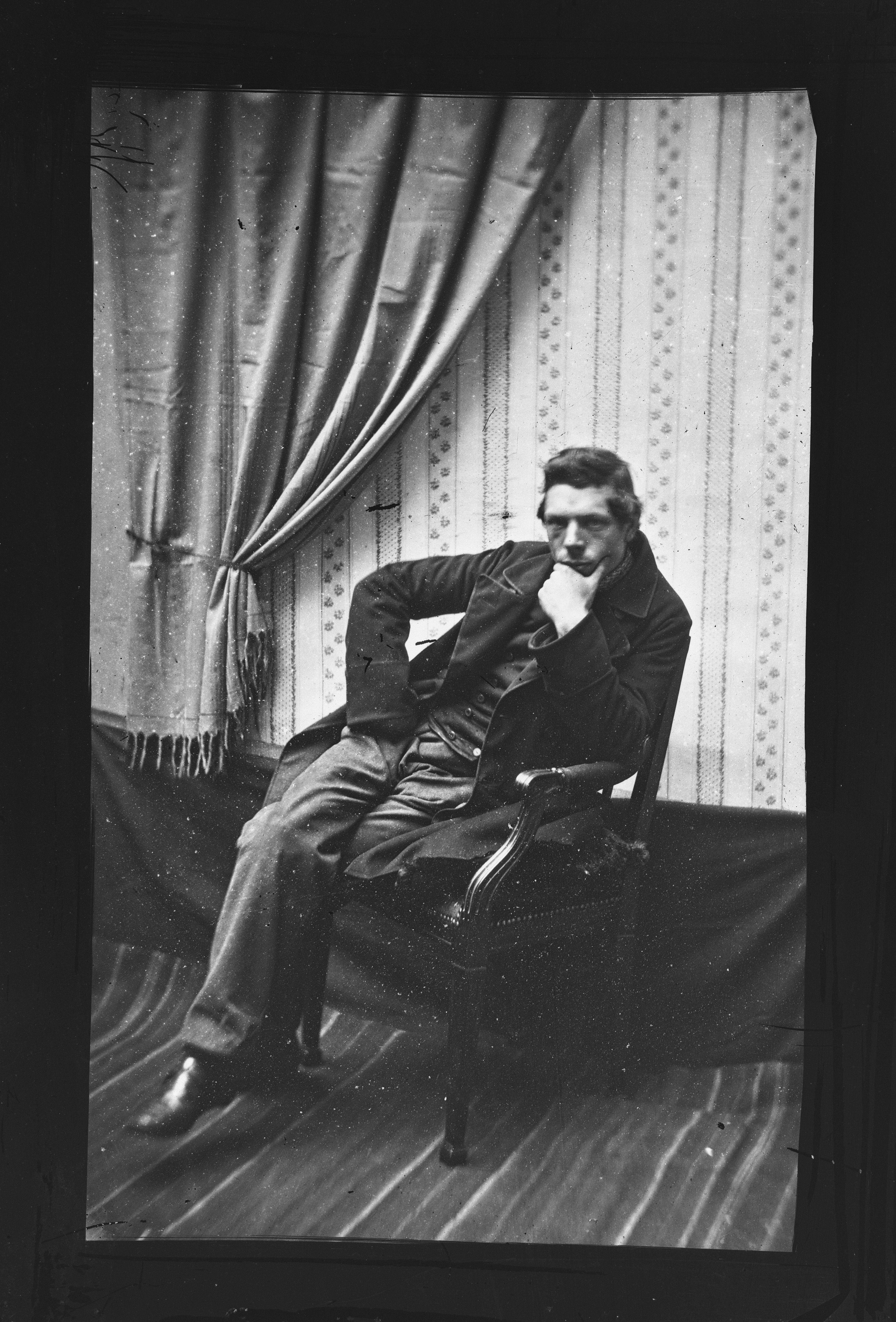
Selbstporträt von Jacob Olie

## Lebensweg
Jacob Olie wurde am 17. Oktober 1834 in Amsterdam geboren. Unter seinen Vorfahren waren Flößer und Walfänger. Ausgebildet zum Zimmermann und Bauzeichner, unterrichtete er ab 1861 Zeichnen an der ersten technischen Gewerbeschule in Amsterdam und wurde 1868 deren Direktor. Seine zeichnerischen und gestalterischen Fähigkeiten stellte er in zahlreichen Wettbewerben unter Beweis. Er war Mitglied in mehreren Architekturvereinen der Niederlande und befasste sich intensiv mit Architektur- und Kunstgeschichte. Schon im Alter von 16 Jahren trat er der Maatschappij tot Bevordering der Bouwkunst (Gesellschaft zur Förderung der Baukunst) bei und gründete 1855 mit einer kleinen Gruppe Gleichgesinnter die Gesellschaft Architectura et Amicitia (Architektur und Freundschaft), einen Gesprächskreis, in dem über neue Entwicklungen in Kunst, Naturwissenschaften und Technik diskutiert wurde. Bei einem Treffen dieser Gesellschaft im Jahr 1857 sprach Olie erstmals über Fotografie, und zwar zitierte er einen Bericht aus einer niederländischen Zeitschrift über die Architectural Photographic Society, die in London mit dem Ziel gegründet worden war, ihren Mitgliedern preiswerte fotografische Abbildungen bemerkenswerter Bauwerke aus aller Welt zur Verfügung zu stellen. 1859 brachte Olie eine Serie stereoskopischer Ansichten von Amsterdam mit, die Pieter Oosterhuis (1816–1885) aufgenommen hatte. Kurz darauf begann Olie, selbst mit Fotografie zu experimentieren. Wahrscheinlich machte Olie seine ersten Aufnahmen im Sommer 1861, nur wenige Monate, nachdem er als Lehrer für technisches Zeichnen an der technischen Gewerbeschule zur arbeiten begonnen hatte. Olie fotografierte mit einer von ihm selbst gebauten Kamera, mit der er Nasskollodiumplatten belichtete, die er selbst aus Fensterglas zuschnitt und mit Kollodium beschichtete. In den folgenden vier Jahren fotografierte er in dem Hafen- und Industriegebiet Amsterdams, in dem er geboren worden war und weiterhin wohnte. Dabei wählt er oft ungewöhnliche Motive. Er porträtierte auch zahlreiche Familienangehörige, Freunde und Bekannte und nutzte deren Wohnungen im Stadtzentrum, um dort seine Dunkelkammerausrüstung aufzustellen und die Ausblicke aus ihren Fenstern zu fotografieren, die in einigen Fällen zu großen Panoramen von Amsterdam zusammengefügt werden können. 1864 und 1865 präsentierte er seine Albumin- und Salzpapierabzüge seinen Kollegen bei Architectura et Amicitia.
Bald darauf gab er seine fotografischen Experimente für viele Jahre auf.
Erst im Jahr 1890, nach seiner Pensionierung als Direktor der technischen Schule, nahm Olie die Fotografie wieder auf. Zu diesem Zeitpunkt war er 56 Jahre alt. Er war bereits verwitwet und Vater von vier kleinen Kindern im Alter von vier bis elf Jahren. Nun verwendete er keine Nasskollodiumplatten mehr für seine Fotografien, sondern industriell hergestellte Trockengelatineplatten. Bis zu seinem 70. Lebensjahr im Jahr 1904 fertigte Olie etwa 3.600 Fotografien von Amsterdam, seinen Außenbezirken und seiner Umgebung an. Sein besonderes Interesse galt der Entwicklung Amsterdams zu einer modernen Stadt. Dabei konzentrierte er sich auf neue Architektur im städtischen Kontext. Er stellte seine Fotografien nie aus, projizierte sie aber als Diapositive mit einer Laterna magica gelegentlich für ein breites Publikum.
Jacob Olie starb am 25. April 1905 in Amsterdam. Sein umfangreicher Nachlass wird im Amsterdamer Stadtarchiv aufbewahrt. Jacob Olie wurde auf dem Amsterdamer Friedhof De Nieuwe Ooster beigesetzt. Aus dem Grabstein geht hervor, dass seine Schwester Christina, genannt Stijntje (1829–1910), in derselben Grabstätte begraben wurde.
Der älteste Sohn von Jacob Olie, Jacob Olie junior (1879–1955), interessierte sich ebenfalls für Fotografie. Als Chemiker experimentierte er mit dem Autochromverfahren. Er machte Farbaufnahmen von seiner Familie zu einer Zeit, als Farbfotografie noch nicht weit verbreitet war.

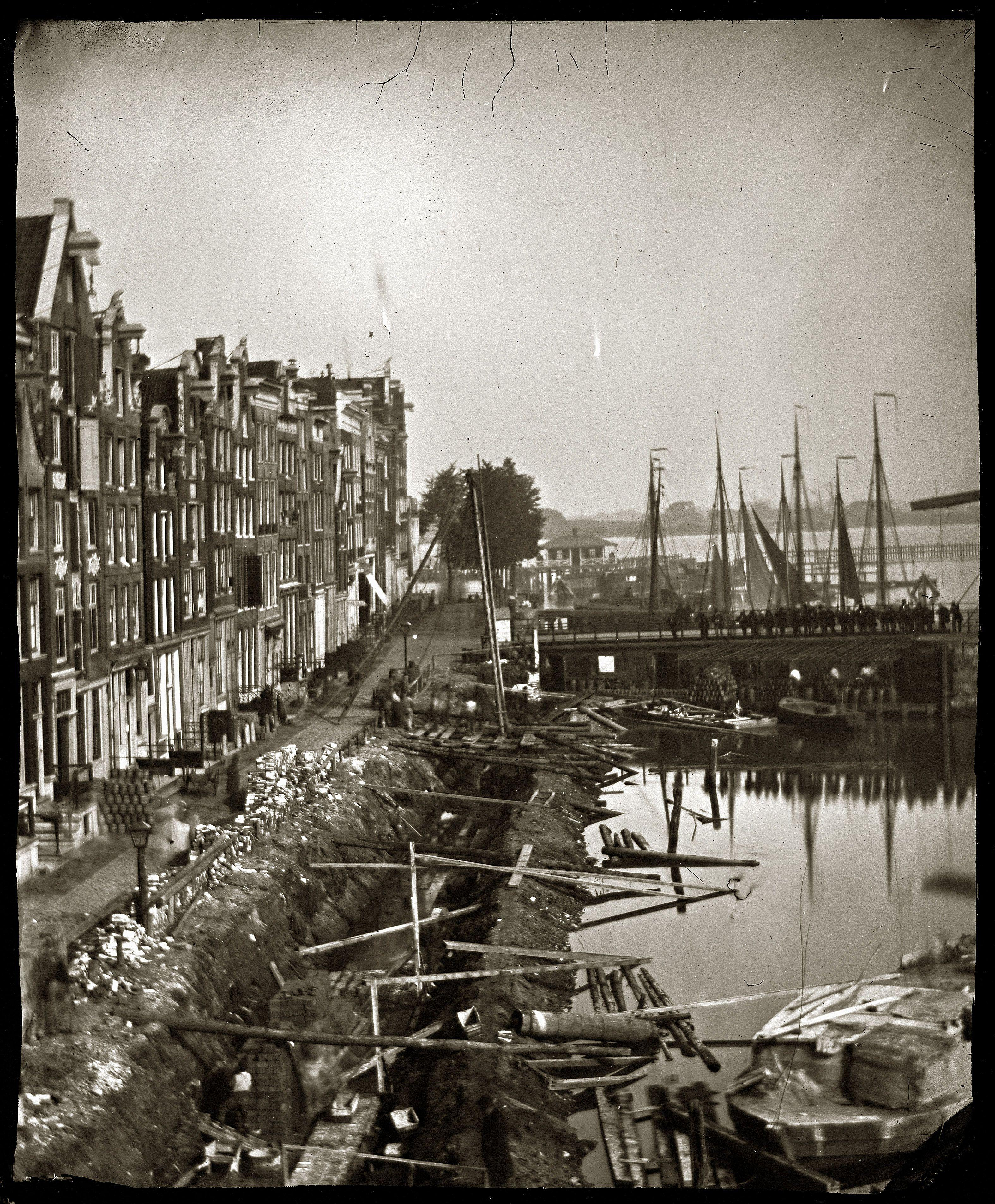
Amsterdam 1863
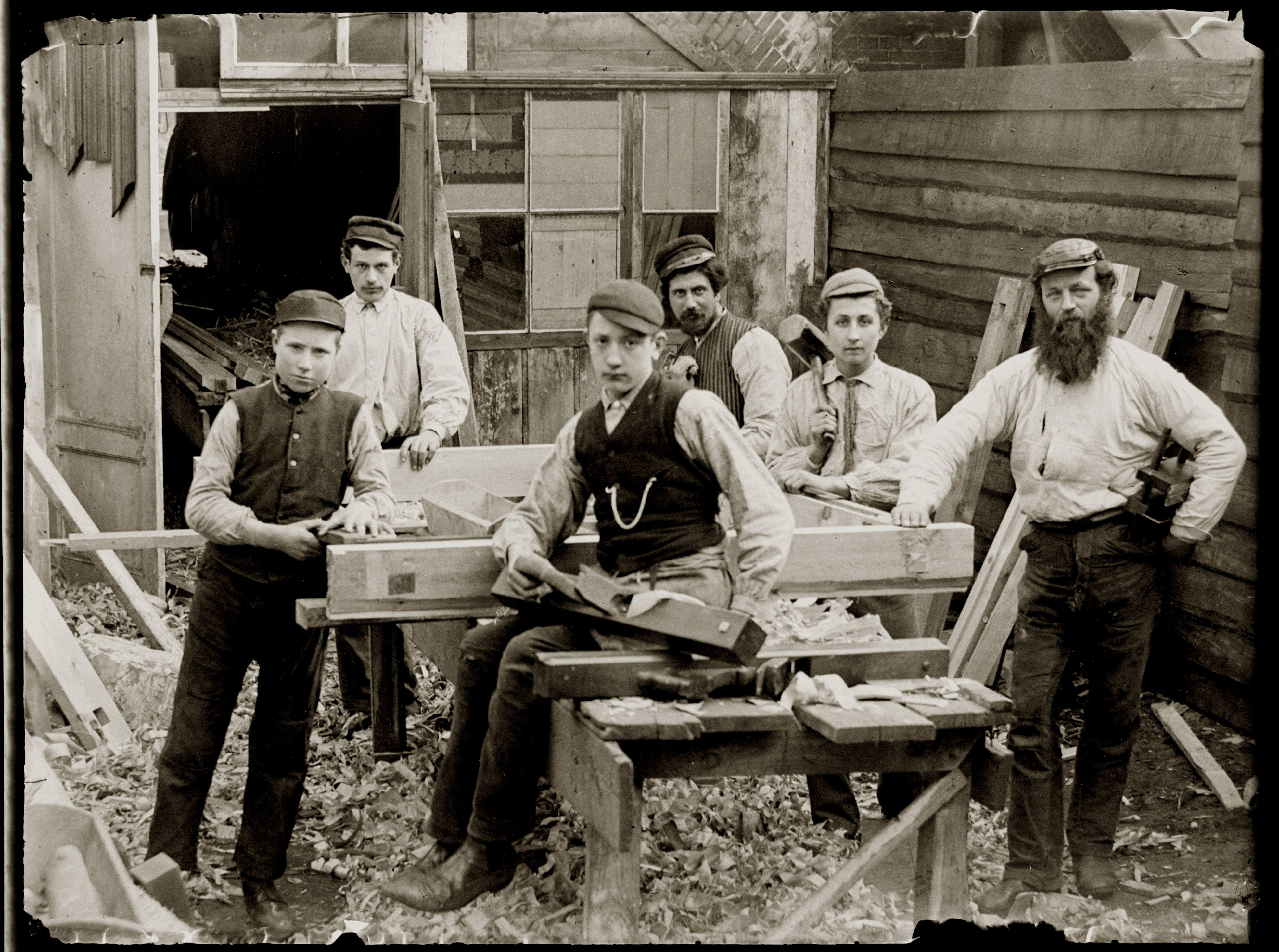
Amsterdam 1890
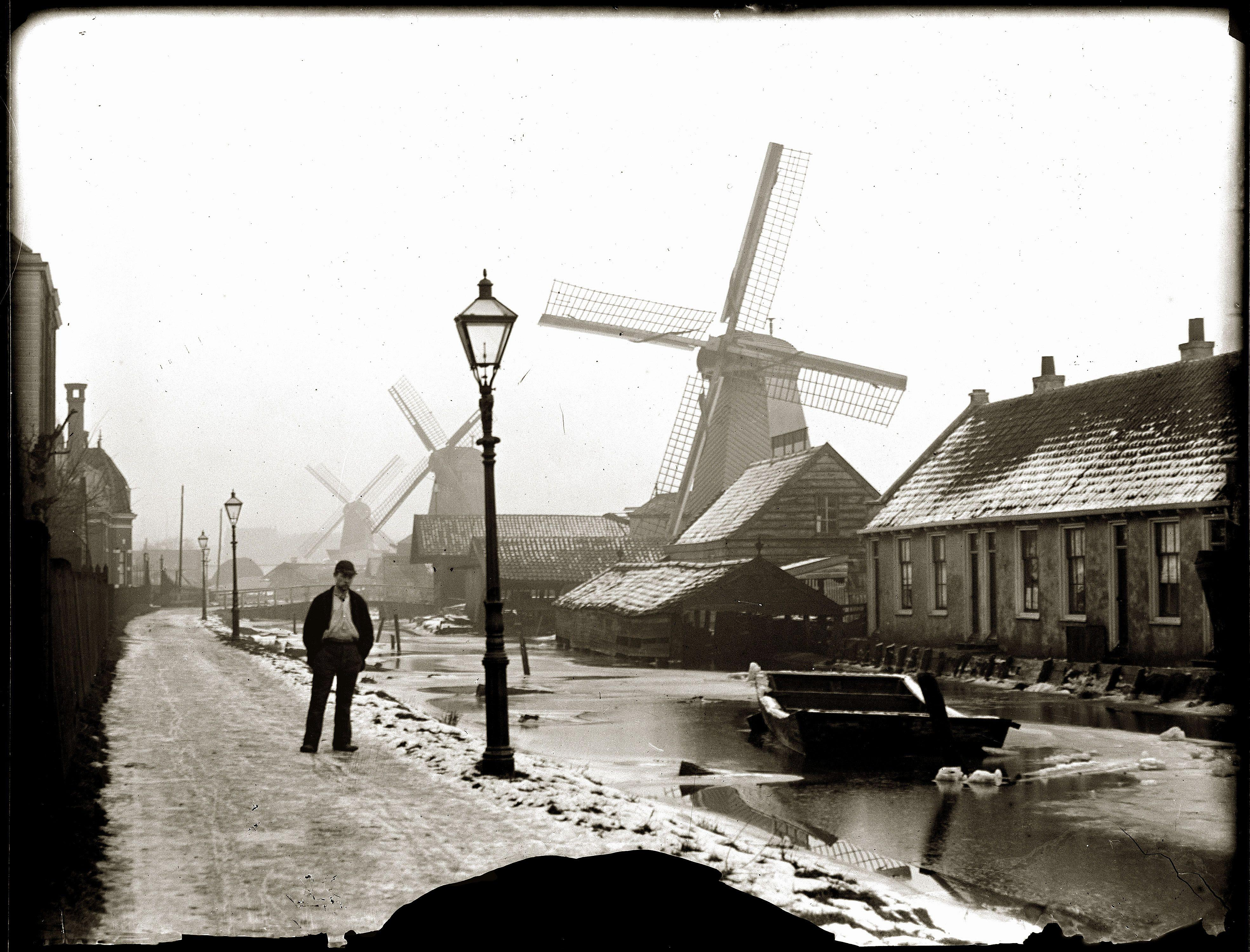
Amsterdam, ca. 1895
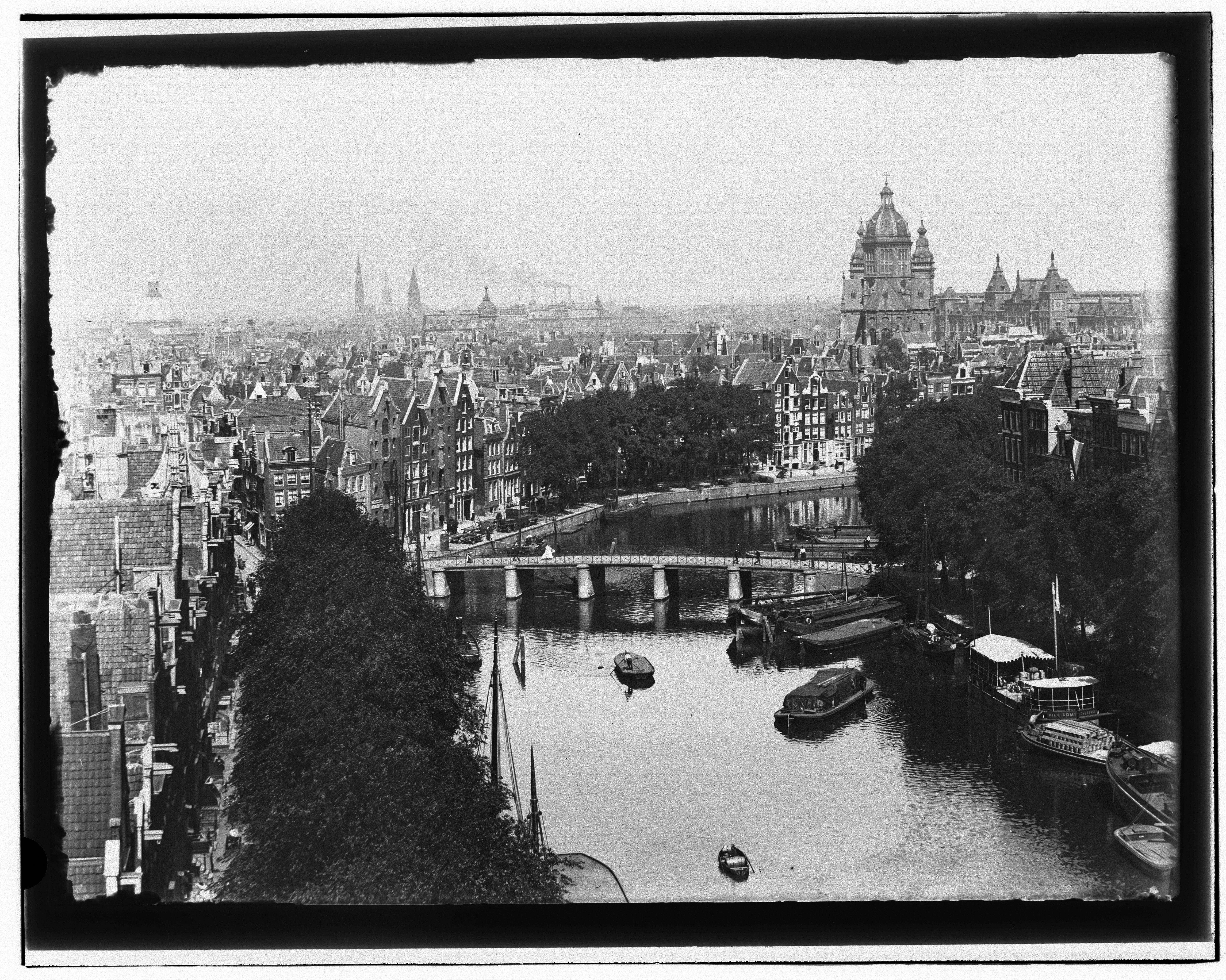
Amsterdam 1896
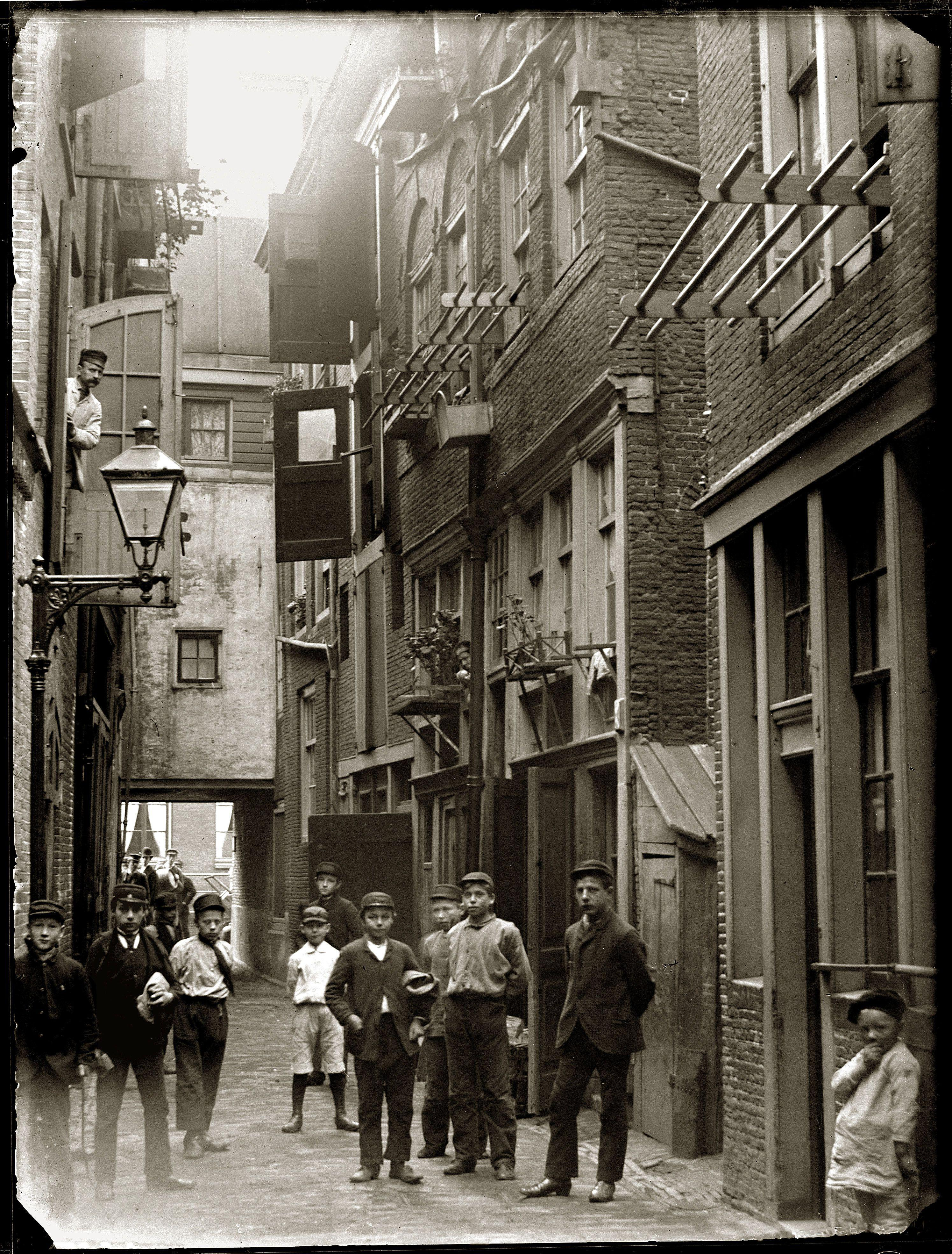
Amsterdam 1892